# Elaphropoda bembidion
Elaphropoda bembidion là một loài Hymenoptera trong họ Apidae. Loài này được Lieftinck mô tả khoa học năm 1966.